# IRC bot

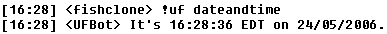
IRC Bot odpovídá na příkaz uživatele

IRC bot je internetový robot využívající protokol IRC, který slouží většinou ke správě komunikačních kanálů a poskytování dalších rozšířených funkcí. Často bývá použit na IRC serverech, kde není přítomna služba ChanServ. Příkladem poskytovaných funkcí může být vyhledávání informací na Internetu, "vyhození" uživatele při použití sprostých slov, vyprávění vtipů nebo sledování aktivity na kanále a tvorba statistik.

## Funkce
Obvykle funkce tohoto bota vypadá tak, že po jeho spuštění se připojí na dané kanály v definovaných serverech (které mohou být uloženy v konfiguračním souboru) a tam vyčkává na příkazy od ostatních uživatelů. Existují i roboti, kteří byli naprogramováni pro jiné použití, někdy s cílem záměrného poškozování. Příkladem jsou tzv. flood boti, kteří obtěžují uživatele a vytěžují server nadměrným posíláním zpráv na kanály.
Díky jednoduchosti IRC protokolu bývají boti využívající tento protokol oblíbeným cílem začínajících programátorů.

## Příklady IRC botů
- Eggdrop (popř. Windrop pro Microsoft Windows) – open source, podpora přídavných skriptů
- Dancer bot
- WanderBot irc bot – open source, naprogramovaný v Perlu, dokumentace v češtině
- Harvester IRCBot – open source, naprogramovaný v PHP pro textový režim, velmi jednoduchý